# Hörsten
Hörsten település Németországban, Schleswig-Holstein tartományban. Lakosainak száma 59 fő (2023. december 31.). Hörsten Jevenstedt községgel határos.

## Népesség
A település népességének változása:
| Lakosok száma | 56   | 50   | 54   | 55   | 60   | 59   |
|               | 1975 | 2017 | 2019 | 2021 | 2022 | 2023 |